# 종교상점

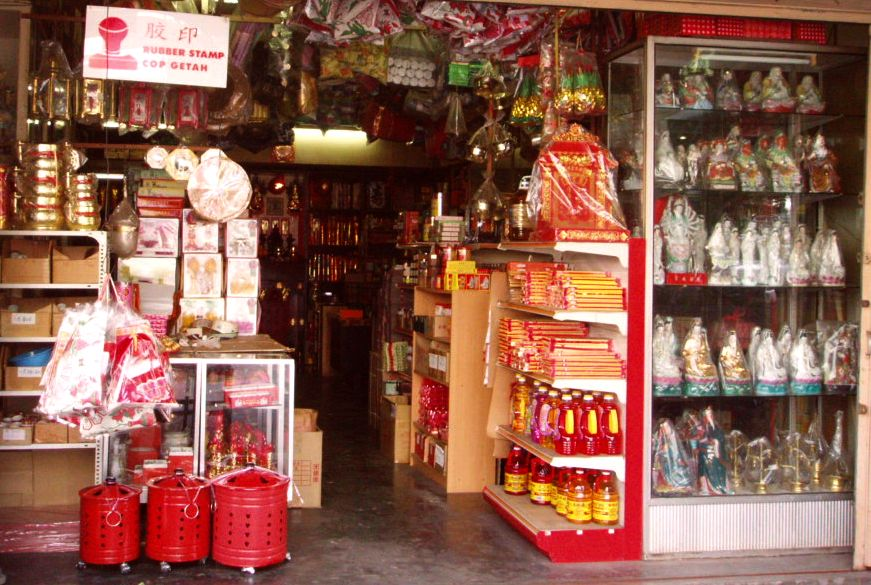

종교상점, 종교서점은 불교, 도교, 중국의 민간신앙, 기독교 등 특정 종교 전통에 사용되는 물품 공급을 전문으로 하는 상점이다.
이 상점들은 전 세계의 중국 지역 및 해외 중국 커뮤니티에서 상당한 편이다.
- 기독교 국가에서 종교상점은 기독교 미술, 책, 종교의식을 위한 가정용 물건, 그리고 성경 등의 선물, 세례, 견진성사, 혼인성사를 윟나 십자가 목걸이 등을 구매하기 위해 방문하는 경우가 많다.[4][5]

## 기독교서점
기독교서점은 기독교용품, 교리교육교재, 기독교서적 단행본, 신학서적들을 판매하는 종교서점을 말한다. 한국 기독교출판시장에서는 개인이나 기독교 출판사들에 의해 운영되기도 한다.

## 같이 보기
- 중국의 민간신앙
- 사당, 위패